# Дайґо (Ібаракі)

36°46′5″ пн. ш. 140°21′19″ сх. д. / 36.76806° пн. ш. 140.35528° сх. д.
Дайґо́ (яп. 大子町, だいごまち, МФА: [dai̯go mat͡ɕi̥]) — містечко в Японії, в повіті Кудзі префектури Ібаракі. Станом на 1 жовтня 2007 площа містечка становила 325,78 км². Станом на 1 серпня 2008 населення містечка становило 20 794 осіб.